# Боцке
Боцке је приградска четврт Новог Сада. Налази се у Сремској Каменици, градска општина Петроварадин, на подручју града Новог Сада.

## Географија
Боцке представља највећи западни део Сремске Каменице, распоређен дуж главног пута који повезује Сремску Каменицу са Беочином. Он се налази између главног дела Сремске Каменице на истоку, Лединаца на југо-западу, обале реке Дунав на северу, и Поповица на југо-истоку.

## Саобраћај
Боцке је повезан аутобуском линијом бр.71. Аутобуске линије од броја 76 до броја 84 такође саобраћају кроз Боцке.